# 丁秉燧
丁秉燧（1916年—1980年），回族，筆名燕京散人，知名廣播人、主持人、劇評家、作家、相聲、司儀。畢業於北平燕京大學新聞系。曾居住北京、天津多年，於1949年來台灣，從此定居。曾擔任前幾屆金馬獎頒獎典禮的司儀，並在中國廣播公司任職多年，曾主持臺灣電視公司綜藝節目《比手劃腳》、《大千世界》。一生致力於戲劇文化事業。於1980年病逝於台北市宏恩綜合醫院。著有《菊壇舊聞錄》、《北平、天津及其他》、《國劇名伶軼事》、《孟子冬與言高譚馬》、《青衣．花臉．小丑》等書。